# ألفونس أمادي
ألفونس أمادي (بالألمانية: Alfons Amade) (مواليد 12 نوفمبر 1999) هو لاعب كرة قدم ألماني يلعب في مركز الظهير الأيمن في نادي هوفنهايم.

## روابط خارجية
- ألفونس أمادي على موقع الاتحاد الأوربي (الإنجليزية)
- ألفونس أمادي على موقع قاعدة بيانات كرة القدم.إي يو (الإنجليزية)
- ألفونس أمادي على موقع ناشيونال فوتبول تيمز (الإنجليزية)
- ألفونس أمادي على موقع Soccerway.com (الإنجليزية)
- ألفونس أمادي على موقع عالم كرة القدم.نت (الإنجليزية)